# Fredrik Thordendal
Fredrik Thordendal (Umeå, 11 febbraio 1970) è un chitarrista svedese, fondatore della experimental metal band svedese Meshuggah.

## Biografia
Sotto il nome Fredrik Thordendal's Special Defects, Thordendal pubblicò nel 1997 un album solista dal titolo Sol Niger Within, collaborando principalmente con il batterista jazz svedese Morgan Agren. Questo progetto fu pubblicato per la Ultimate Audio Entertainment. Successivamente nel 1999 l'album fu remixato e ripubblicato sempre per la Ultimate Audio Entertainment insieme alla Relapse Records col titolo Sol Niger Within version 3.33. Questa ripubblicazione contiene due bonus tracks ma omette molte parti della versione originale.

## Stile
Lo stile di Thordendal è ben riconoscibile, caratterizzato da suoni puliti, dall'uso della poliritmia ma soprattutto dall'utilizzo di chitarre a 7 e 8 corde (Ibanez e, in precedenza, Nevborn artigianali). Ciò che si può notare di più è l'estrema somiglianza dei suoi assoli a quelli del chitarrista jazz/fusion Allan Holdsworth, al quale Thordendal si ispira maggiormente.
Thordendal ha un ruolo fondamentale nei Meshuggah anche in ambito compositivo, assieme al batterista Tomas Haake e al chitarrista Mårten Hagström; è la seconda voce della band nelle performance live. Thordendal ha anche prodotto le ultime uscite del gruppo.

## Collaborazioni
- Insieme a Petter Marklund, ha fondato i Sepülchre Inc., che in seguito avrebbero cambiato il nome in XXX Atomic Toejam.
- Con Marklund, ha pubblicato un mini-cd A Gathering Of The Tribes For The First/Last Human Be-In per la Cold Meat Industry, un pezzo del quale è apparso nella compilation Karmanik Collection. Si è sentito spesso parlare di un full-length album da parte dei due, che però non ha ancora visto la luce. Thordendal ha anche suonato il basso nei Memorandum, progetto solista di Marklund, col quale ha anche lavorato a delle tracce remissate sulla compilation del 1995 Ars Moriendi.
- Suo è il solo di chitarra in Psychic Pain, nell'album Insanity dei Darkane.
- Suona anche nel brano Asphyxiate, nell'album Irradiant degli Scarve.

## Equipaggiamento
Chitarre:
Fredrik Thordendal usa chitarre Ibanez custom a 8 corde realizzate su sue (e di Hagstrom) specifiche, con manico scala 30", ponte fisso e pickup Lundgren. Negli anni precedenti ha usato chitarre Ibanez 7-corde e chitarre Nevborn 8-corde custom.
- Amplificatori ed Effetti dal vivo:
  - Head Units Line 6 Vetta II
  - Un Breath Controller 33 MIDI (costruito da Johan Haake)
  - Clavia Nord G2 Engine
  - Pedale Delay Digitech
  - 2 Pedali midi
  - Pre-Amplificatore T.C. Electronics
- Altri Amplificatori ed Effetti usati:
  - Marshall Valvestate 8200
  - Mesa/Boogie.50 Caliber+
  - Mesa Engineering Dual-Rectifier
  - Marshall JCM800
  - Marshall 1960A cab
  - Line 6 POD Pro
  - Rocktron Juice Extractor
  - T.C. Electronics Chorus & Flanger
  - Homemade "Les Amp" Head Unit
  - Homemade 1x12" Cabinet
  - Yamaha Breath Controller
  - Volume Unit
  - ADA Rackmount Delay

## Discografia

### Solista
- 1997 - Sol Niger Within

### Con i Meshuggah

#### Album di studio
- 1991 - Contradictions Collapse
- 1995 - Destroy Erase Improve
- 1998 - Chaosphere
- 2002 - Nothing
- 2005 - Catch Thirtythree
- 2008 - ObZen
- 2012 - Koloss
- 2016 - The Violent Sleep of Reason
- 2022 - Immutable

#### Album live
- 2010 - Alive

#### EP
- 1989 - Psykisk Testbild (Meshuggah)
- 1994 - None
- 1995 - Selfcaged
- 1997 - The True Human Design
- 2004 - I

#### Demo
- 1989 - Ejaculation of Salvation
- 1993 - Promo 1993

#### Split
- 1996 - Hypocrisy/Meshuggah

#### Compilation
- 2001 - Rare Trax